# پنج‌پیر
پنج‌پیر (به انگلیسی: Panjpir) یک منطقهٔ مسکونی در پاکستان است که در ناحیه سوابی واقع شده‌است. پنج‌پیر ۱۳٬۹۳۶ نفر جمعیت دارد.